# Kirsten Beyer

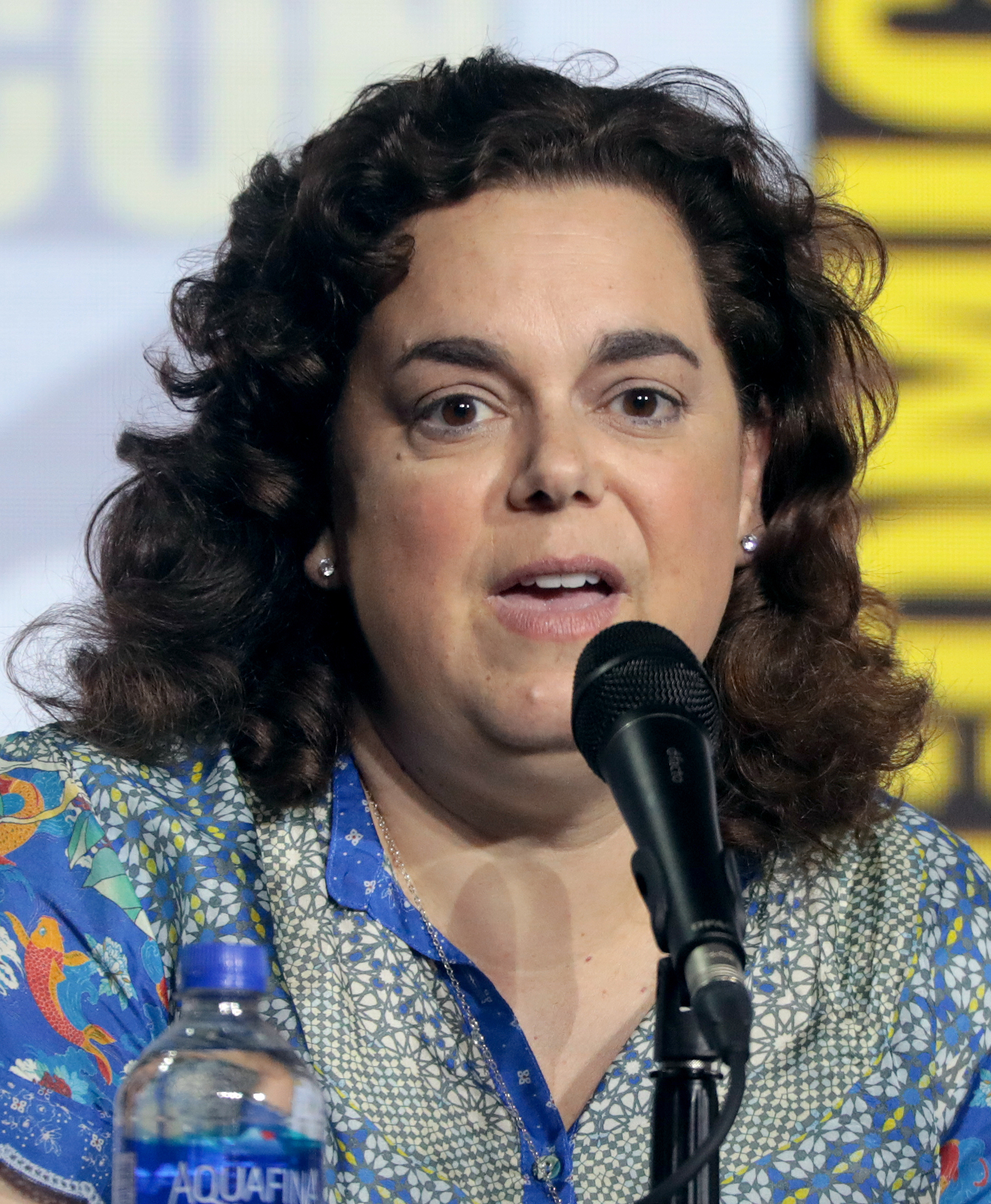
Kirsten Beyer (2018)

Kirsten Beyer ist eine US-amerikanische Schriftstellerin, Drehbuchautorin und Produzentin im Bereich Science-Fiction und Fantasy.

## Leben
Beyer studierte Schauspiel an der University of California, Los Angeles. Sie kam in den 1990er Jahren mit Jeri Taylor in Kontakt, die damals als Executive Producer bei der Science-Fiction-Fernsehserie Star Trek: Raumschiff Voyager mitwirkte. Auf Anregung Taylors entwickelte Beyer zwischen 1998 und 2000 mehrere Story-Ideen für mögliche Episoden von Raumschiff Voyager, von denen letztlich aber keine produziert wurde. Später schickte sie ein Exposé an den Verlag Pocket Books und wurde für einen auf Raumschiff Voyager basierenden Roman unter Vertrag genommen. Bedingt durch einen Personalwechsel im Verlag konnte ihr ursprünglicher Entwurf nicht umgesetzt werden. 2005 veröffentlichte sie aber schließlich den zweiten Teil der auf Raumschiff Voyager basierenden String Theory-Trilogie. 2008 und 2010 folgten zwei Buffy-Romane. 2009 übernahm Beyer die von Christie Golden begonnene Star-Trek:-Voyager-Romanreihe, die im Gegensatz zu ihrem Erstlingswerk nicht während der Handlungszeit der Fernsehserie spielt, sondern deren Fortsetzung darstellt. Bis 2020 schrieb Beyer zehn Bände.
2016 wurde sie als staff writer für die neu entwickelte Star-Trek-Serie Discovery engagiert. Sie war am Drehbuch aller bislang erschienenen Folgen beteiligt, ebenso an drei Folgen der Serie Star Trek: Short Treks. Gemeinsam mit Mike Johnson schrieb sie ab 2017 die Geschichten für mehrere Star-Trek-Comics. Beyer ist zudem als Autorin und Produzentin maßgeblich an der 2020 erschienenen Serie Star Trek: Picard beteiligt.
Beyer lebt mit ihrer Familie in Los Angeles.

## Bibliografie
Romane
- Star Trek: Voyager
  - String Theory. 2. Fusion, 2005
- Star Trek: Voyager (Fortsetzung)
  - Full Circle, 2009 (deutsch Projekt Full Circle, 2014)
  - Unworthy, 2009 (deutsch Unwürdig, 2015)
  - Children of the Storm, 2011 (deutsch Kinder des Sturms, 2015)
  - The Eternal Tide, 2012 (deutsch Ewige Gezeiten, 2016)
  - Protectors, 2014 (deutsch Bewahrer, 2016)
  - Acts of Contrition, 2014 (deutsch Erbsünde, 2017)
  - Atonement, 2015 (deutsch Sühne, 2018)
  - A Pocket Full of Lies, 2016 (deutsch Kleine Lügen erhalten die Feindschaft, 2019, 2 Bände)
  - Architects of Infinity, 2018 (deutsch Architekten der Unendlichkeit, 2020, 2 Bände)
  - To Lose the Earth, vsl. 2020
- Buffy
  - One Thing or Your Mother, 2008
  - Mit Christopher Golden und Nancy Holder: Buffy the Vampire Slayer 3, 2010

Comics
- Star Trek: Discovery
  - Mit Mike Johnson und Tony Shasteen: The Light of Kahless, 2017–2018 (deutsch: Das Licht von Kahless, 2019)
  - Mit Mike Johnson und Angel Hernández: Annual, 2018
  - Mit Mike Johnson und Angel Hernández: Succession, 2018
  - Mit Mike Johnson und Angel Hernández: Captain Saru, 2019
  - Mit Mike Johnson und Angel Hernández: Aftermatz, 2019
- Star Trek: Picard
  - Mit Mike Johnson, Angel Hernández und Joana Lafuente: Countdown, 2019–2020

Kurzgeschichten
- Star Trek: Voyager
  - Isabo's Shirt, 2005
- Widow's Weeds, 2009

## Filmografie
Als Drehbuchautorin
- seit 2017: Star Trek: Discovery (Fernsehserie, 29 Folgen (15× staff writer, 14× executive story editor))
- seit 2018: Star Trek: Short Treks (Fernsehserie, 3 Folgen (2× story editor, 1×creator/written by))
- seit 2020: Star Trek: Picard (Fernsehserie, 9 Folgen (9× creator, 1×story by))

Als Produzentin
- seit 2020: Star Trek: Picard (Fernsehserie, supervising producer)